# 6 A.M.
6 A.M. è un brano musicale del produttore italiano The Night Skinny, quinta traccia del quarto album in studio Pezzi.

## Descrizione
Il brano è stato realizzato con la collaborazione di Gué Pequeno e Izi, il quale, come dichiarato dallo stesso The Night Skinny, ha composto il ritornello della canzone in venti minuti.

## Video musicale
Il 16 maggio 2018 è stato reso disponibile il videoclip, tramite il canale YouTube di Thaurus, realizzato da Aloha Project. Si tratta di un video interamente animato, dal carattere psichedelico, con frame riprodotti a ritmo degli hi-hat della base musicale: nel video compare peraltro una sequenza animata del cortometraggio Snow-White.

## Classifiche
| Classifica (2017) | Posizione massima |
| ----------------- | ----------------- |
| Italia            | 39                |